# أندريس جيرالدو
أندريس جيرالدو (بالإسبانية: Andres Giraldo)‏ هو لاعب كرة قدم كولومبي في مركز نصف الجناح، ولد في 7 مايو 1989 في بالميرا، فالي ديل كاوكا ‏ في كولومبيا. لعب مع Diriangén FC ‏.